# Amberana noualhieri
Amberana noualhieri är en insektsart som först beskrevs av Victor Lallemand 1920.  Amberana noualhieri ingår i släktet Amberana och familjen spottstritar.
Artens utbredningsområde är Madagaskar. Inga underarter finns listade i Catalogue of Life.